# 아레나바이러스
아레나바이러스(Arenavirus)는 아레나바이러스과(Arenaviridae)에 속하는 바이러스를 말한다. 두 개의 구획으로 나뉘는 양쪽성(ambisense) RNA를 유전체로 갖는다. 설치류를 감염시키는데 때때로 인간도 감염시킨다. 최근에는 뱀 등의 파충류에서 봉입체를 형성하는 종류의 바이러스도 발견되어 파충류 아레나바이러스라는 의미의 렙타레나바이러스라 따로 부른다. 여덟 종의 아레나바이러스가 사람에게 다양한 심각성의 질병을 일으키는 것으로 알려져있다. 림프구성 맥락수막염 바이러스에 의해 뇌와 척수를 덮고 있는 막에 무균성 수막염이 발생하기도 한다. 라싸열을 비롯하여 많은 출혈열들이 아레나아바이러스의 일종인 과라니토바이러스, 후닌바이러스, 라싸바이러스, 루요바이러스, 마추포바이러스, 사비아바이러스, 화이트워터아로요바이러스에 의해 발생한다. 아레나바이러스는 구세계 아레나바이러스와 신세계 아레나바이러스로 구분된다. 이 두 바이러스군은 지리적 지리적으로나 유전적으로 구별된다. 설치류와의 역학적 연관성에 의해 일부 아레나바이러스와 분야바이러스들이 로보바이러스라는 별개의 분류군으로 분류되기도 한다.

## 구조
단면을 보면 숙주 세포에서 얻은 리보솜이 마치 과립처럼 박혀있는 것을 볼 수 있다. 바로 이러한 외향적 특징 때문에 "모래"를 의미하는 라틴어인 아레나(라틴어: arena)에서 기인하여 이름이 지어진 것이다. 바이러스 복제에 리보솜의 구조가 특별히 중요한 역할을 하지는 않는 것으로 보인다. 비리온, 즉 바이러스 입자는 다형태성을 가지나 60nm에서 300 nm 사이의 직경을 가진 구형인 경우가 많다. 외피가 당단백질 스파이크로 덮여 있는 경우가 많다.
두 개의 단일 가닥 RNA 조각을 캡시드가 구슬처럼 둘러싼 형태다. 음성 바이러스로 분류되긴 하지만, 실제로는 양쪽성(ambisense)를 띈다. 유전체의 일부는 음성적으로 유전자를 암호화하는 반면, 다른 일부는 양성으로 암호화한다. 이처럼 복잡한 유전자 발현 구조는 원시적 발현 조절 기작의 일종으로 여겨진다. 이런 양쪽성으로 인해 생활사의 어느 단계에서 어떤 단백질을 합성할 지를 바이러스가 결정할 수 있게 된다. 세포질에서 생활한다.

## 진화
마마레나바이러스의 진화과정이 현재 연구되고 있다. 신세계 아레나바이러스와 구세계 아레나바이러스는 대략 4만 5천년전에 분기된 것으로 보인다. 신세계 아레나바이러스종들은 41,400년 전에서 3,300년 전 사이에 라틴 아메리카와 카리브해 지역에서, 구세계 아레나바이러스종들은 23,100년 전에서 1,880년 전 사이에 남아프리카에서 진화한 것으로 보인다.

## 치료
현재 이용할 수 있는 치료법은 극히 적다. 현재 허가된 백신의 수가 적으며 아레나바이러스에 대한 제대로 된 치료 방법이 없기 때문에, 가장 방치된 바이러스군 중 하나로 분류할 수 있다.
사람에서 발생한 아레나바이러스 감염증을 대상으로 치료 허가를 받은 유일한 약물은 뉴클레오사이드 유사물질인 리바비린이다. 질병의 초기에 리바비린을 복용할 경우 라싸열,  아르헨티나출혈열 등 아레나바이러스 감염증의 사망률을 감소시킬 수 있다. 리바비린을 심각한 아레나바이러스 질환을 치료하는데 어느 정도의 효과를 보이지만, 주목할만한 정도의 독성 역시 발생할 수 있다.